# Marsa, Aude
Marsa là một xã của Pháp, nằm ở tỉnh Aude trong vùng Occitanie.
Người dân địa phương trong tiếng Pháp gọi là Marsanoys.

## Hành chính
| Danh sách các xã trưởng                |           |                  |      |                             |
| Giai đoạn                              | Giai đoạn | Tên              | Đảng | Tư cách                     |
| Mai 2008                               | 2014      | Denis Brunel     |      |                             |
| janvier 2006                           | 2008      | François Laporte |      |                             |
| tháng 3 năm 2001                       | 2005      | André Raynaud    |      | à démissionné novembre 2005 |
| Tất cả các dữ liệu trước đây không rõ. |           |                  |      |                             |

## Thông tin nhân khẩu
| Năm | 1962 | 1968 | 1975 | 1982 | 1990 | 1999 |
| --- | ---- | ---- | ---- | ---- | ---- | ---- |
| Dân số | 33   | 55   | 61   | 50   | 45   | 26   |
| From the year 1968 on: No double counting—residents of multiple communes (e.g. students and military personnel) are counted only once. |      |      |      |      |      |      |